# Военная операция против «Исламского государства»
Вое́нная опера́ция про́тив Исламского государства (араб. العمليات العسكرية ضد داعش‎) — вмешательство ряда государств в конфликты, происходящие на территории Ирака, Сирии и Ливии, с целью воспрепятствовать распространению террористической организации Исламское государство.
В ответ на успехи, достигнутые группировкой Исламское государство в июне и июле 2014 года, некоторые государства начали вмешиваться в продолжающуюся гражданскую войну в Сирии и Ираке, а затем и в Ливии. Быстрые территориальные завоевания в Ираке и Сирии в течение первой половины 2014 года, в совокупности с осуждёнными международным сообществом жестокостью и нарушением прав человека, а также боязнь дальнейших неожиданных последствий гражданской войны в Сирии вынудили многие страны начать военные действия против ИГ.
Иран и его союзники первоначально принимали участие в наземных операциях при поддержке истребителей и беспилотных летательных аппаратов. В середине лета 2014 года США отправили в Ирак инструкторов, которые не принимали непосредственное участие в боевых действиях, а начиная с августа начали масштабную воздушную кампанию.
1 февраля 2015 года министр иностранных дел Ирака заявил, что война с Исламским государством фактически является «Третьей мировой войной», так как ИГ заявляет о своих планах распространить войну за пределы Ирака и Леванта и создать «Всемирный халифат».
К 14 апреля 2015 года после боёв ИГ потеряло 25—30 % (от 8 до 9,6 тысячи квадратных километров) первоначальных захваченных в Ираке территорий.
30 сентября 2015 года, по просьбе сирийского правительства, Российская Федерация вступила в гражданскую войну в Сирии, начав военную операцию в этой стране. 6 декабря 2017 года российские военные доложили о уничтожении Исламского государства на территории Сирии.
9 декабря 2017 года премьер-министр Ирака Хайдер аль-Абади также сообщил об окончательном освобождении страны от ИГ.
26 октября 2019 года лидер ИГ Абу Бакр аль-Багдади был убит спецназом США в Сирии.
3 февраля 2022 года был убит второй лидер ИГ Абу Ибрагим аль-Хашеми аль-Кураши.

## Военная помощь Ираку

### Вмешательство Ирана
В ответ на создание суннитской террористической организацией ИГИЛ «халифата» в середине июня 2014 года иранские спецслужбы начали боевые действия против отрядов, подчиняющихся аль-Багдади.
После официального поражения в войне уцелевшие боевики ИГ перешли к тактике неожиданных террористических вылазок на территории противника.

### Вмешательство США
В августе 2014 года США собрали коалицию стран-партнёров по борьбе с ИГ. Коалиция помогала поставками авиационной техники, военной помощью сухопутным войскам Ирака, военными советниками, а также созданием баз подготовки местных сухопутных войск. В дополнение к военной помощи, многие страны оказали гуманитарную помощь этническим меньшинствам Северного Ирака (Курдистан и др.), которые находились под угрозой полного истребления или бегства.
В августе 2014 года президент США Барак Обама, говоря о поддержке правительства Ирака, сказал, что «это будет долгосрочный проект». Военная помощь впоследствии была расширена для того, чтобы защитить инфраструктуру Ирака и обеспечить воздушное прикрытие иракских войск. При авиационной поддержке США курдские и иракские силы смогли вернуть контроль над Мосульской плотиной. 10 сентября 2014 года Обама объявил, что США начнут проводить авианалёты в Сирии даже без одобрения Конгресса.
В 2015 году Конгресс США выделил 1,6 миллиарда долларов на борьбу с ИГ. Средства были потрачены на закупку штурмовых винтовок, миномётных мин, армейских внедорожников Humvee для иракской армии.
Потери американских вооружённых сил (ВС США) за 24 месяца войны с ИГ составили по данным Пентагона 19 человек. По данным неопределённого военно-дипломатического источника в Москве, за первый месяц спецоперации по взятию иракского Мосула погибли 16 американских военных, ещё 27 получили ранения. По данным министра обороны США Джеймса Мэттиса, за всё время штурма Мосула погибли 2 американских военных.
5 февраля 2018 года США объявили о выводе своих войск из Ирака.
Вашингтон объявил о завершении активной боевой миссии к концу 2021 года, соглашение об этом заключено с иракским премьером Мустафой аль-Казыми. Пентагон больше не будет принимать участие в масштабных операциях на территории страны, но займётся обучением бойцов Вооружённых сил Ирака, а также точечной борьбой с террористами ИГ.

### Вмешательство Австралии
В начале октября 2014 года премьер-министр Австралии Тони Абботт подтвердил, что правительство направило в Ирак истребители-бомбардировщики Boeing F/A-18E/F Super Hornet для нанесения авиаударов по боевикам ИГ. 6 октября маршал авиации Марк Бинскин объявил, что Super Hornet вылетели для выполнения боевых задач над Ираком и вернулись на авиабазу, не израсходовав боеприпасы. Для поддержки авиации коалиционных сил в Ирак были отправлены самолёты KC-30A (дозаправщик) и E-7A Wedgetail (дальнее радиолокационное обнаружение и управление самолётами). 9 октября Тони Абботт заявил, что Super Hornet были привлечены для нанесения авиаударов по позициям ИГ в Ираке. Самолёт сбросил две авиабомбы на здание, которое ИГ использовало в качестве командного пункта управления.
По состоянию на 17 октября Королевские австралийские ВВС провели 43 боевых вылета над Ираком. Австралийская авиация также принимала участие в поддержке курдских сил в боях за город Кобани на севере Сирии.

### Вмешательство Франции
В середине сентября 2014 года после политического заявления Франсуа Олланда французские военные присоединились к коалиции сил, сражающихся против ИГ.
13 ноября 2015 года в Париже произошла серия терактов. Погибло 130 человек, более 350 — получили ранения, из них 99 крайне тяжёлые. Франция решила усилить атаки на ИГ, отправив в зону боевой операции свой авианосец «Шарль де Голль». 14 июля 2016 года примерно в 22:30 произошёл теракт в Ницце. 86 человек погибли и 308 получили ранения.

### Вмешательство Турции
20 июля 2015 года в турецком городе Суруч, находящемся недалеко от турецко-сирийской границы, был совершён террористический акт, жертвами которого стали 32 человека (ответственность за теракт, согласно заявлению властей, лежит на ИГ). 23 июля боевики ИГ с территории Сирии атаковали турецких пограничников. 24 июля, в ходе заседания Совета Безопасности Турции, было принято решение о бомбардировках позиций ИГ в Сирии. В 16 турецких провинциях начались массовые задержания подозреваемых в связи с ИГ и Рабочей партией Курдистана. Также 24 июля президенты Турции и США договорились об использовании базы Инджирлик для борьбы с исламистами.
После того, как турецкие власти начали бомбить лагеря боевиков ИГ и членов Рабочей партии Курдистана, в Турции было совершено более 600 терактов, жертвами которых стали десятки турецких граждан, в том числе множество силовиков.
Позднее Турция присоединилась к международной коалиции. 28 августа турецкие ВВС впервые в составе коалиции приняли участие в авиаударах по исламистам в Сирии.
10 октября 2015 года в столице Турции, Анкаре, прогремели взрывы. В результате теракта погибли более ста человек. Власти Турции подозревают в организации террористической атаки членов Курдской рабочей партии и боевиков Исламского государства. Курды обвинили правительство Турции в организации атаки.

### Противоречия Турции и Ирака
4 декабря 2015 года Турция отправила на территорию Ирака без согласования с официальным Багдадом один танковый батальон, якобы для совместных тренировок с курдской армией Пешмерга. Правительство Ирака расценило эти действия как враждебные и предложило Турции незамедлительно отвести свои войска.

### Вмешательство Германии
4 декабря 2015 года Бундестаг одобрил отправку самолётов немецких ВВС и 1200 военнослужащих Бундесвера для помощи силам коалиции. Однако, министр обороны Германии Урсула фон дер Ляйен исключила участие немецких военных в наземной операции, поскольку, по её словам, такие операции должны проводиться людьми, хорошо знакомыми с регионом. 16 декабря самолёты германских ВВС впервые были задействованы для нанесения авиаударов по позициям исламистов.

## Военная помощь Сирии

### Вмешательство России
30 сентября 2015 года Россия заявила о нанесении воздушных ударов по Исламскому государству. Об этом сообщил официальный представитель Минобороны России генерал-майор Игорь Конашенков. В отличие от стран Западной коалиции российское участие в конфликте произошло по непосредственной просьбе действующего руководства Сирии.
В октябре 2015 года к проводящейся операции подключился ВМФ России. Корабли Каспийской флотилии нанесли ракетный удар по объектам инфраструктуры ИГ на территории Сирии: были поражены «заводы по производству снарядов и взрывчатых устройств, командные пункты, склады боеприпасов, вооружения и горюче-смазочных материалов, а также лагеря подготовки террористов».

### Военно-техническое сотрудничество
Начиная с лета 2015 года Россия продвигает идею подключения к антитеррористической коалиции вооружённых сил Сирии, которым Москва оказывает военно-техническую помощь. Так, по данным газеты «Коммерсантъ» от 10 сентября 2015 года со ссылкой на источники в сфере военно-технического сотрудничества России с иностранными государствами:

Ведётся или близка к завершению поставка в Сирию нескольких партий стрелкового оружия, гранатомётов, бронетранспортёров БТР-82А, военных грузовиков «Урал» и иного вооружения, необходимого для ведения локальных боевых действий и переброски личного состава сирийской армии.
Существует мнение, что военная помощь правительству Асада против повстанцев-суннитов может привести к протестам мусульман внутри России. Британская Financial Times отмечает:

Для исламского терроризма Россия — гораздо более удобная мишень, чем Америка. Военная помощь Асаду, которая сейчас выглядит гениальным тактическим манёвром, может оказаться глубочайшей стратегической ошибкой.

### Роль Асада

#### Позиция России и Ирана
В интервью американскому телеканалу Си-би-эс 27 сентября 2015 года российский Президент В. В. Путин заявил, что в Сирии сейчас есть лишь одна законная армия — правительственная. Поддерживаемые США отряды объединённой сирийской оппозиции Путин назвал террористическими организациями:

Там есть только одна обычная легитимная армия. Это армия президента Сирии Асада. И ему противостоит, по интерпретации некоторых наших международных партнёров, оппозиция. Но на самом деле, в жизни, реально армия Асада борется с террористическими организациями. <…> оказание военной поддержки нелегитимным структурам не отвечает принципам современного международного права и Уставу Организации Объединённых Наций. Мы поддерживаем исключительно легальные правительственные структуры.

Похожую позицию занимает и правительство Ирана.
30 сентября 2015 года Башар Асад обратился к России за военной помощью. Совет Федерации дал разрешение президенту Владимиру Путину на использование российских войск (военно-воздушных сил) за рубежом.

#### Альтернативный подход
Приглашённый сотрудник Центра Брукингского института в Дохе (ближневосточное отделение института Брукингса) Чарльз Листер (англ. Charles Lister) в своей заметке на BBC утверждает, что именно сирийские спецслужбы постоянно поддерживали рост движения экстремистов в рядах оппозиции. По мнению Листера, поддержка экстремистов началась ещё в годы правления Хафеза Асада, отца Башара Асада. Листер указывает на то, что по данным, собранным американскими спецслужбами, весной 2011 года Башар Асад выпустил на свободу десятки заключённых членов «Аль-Каиды», чем заметно укрепил силы радикальных исламистов внутри страны. Не оказывая противодействия зарождавшемуся Исламскому государству, Асад облегчил консолидацию радикалов и последующее развитие так называемого халифата. В то же время, по данным Листера, режим Асада проводил политику массовых убийств гражданского населения Сирии: вначале с помощью авиаударов и баллистических ракет, затем с применением бочковых бомб. Листер также высказал серьёзные подозрения в применении против оппозиции химического оружия. Листер отметил, что по данным некоторых источников Башар Асад несёт ответственность за гибель более 100 тыс. своих сограждан, начиная с 2011 года. Именно поэтому, по мнению Чарльза Листера, ряды вооружённой оппозиции Башару Асаду насчитывают не менее 100 тыс. сирийцев, которые поклялись не прекращать борьбы, пока Асад остаётся у власти.
Правительство России систематически отвергает все обвинения в адрес правительства Асада.

### Противоречия России и США
Правительство США не согласно с российским курсом на помощь правительству Асада, и считает, что последнее не может быть принято в состав коалиции по борьбе с ИГ. По словам пресс-секретаря посольства США в РФ Уильяма Стивенса:

Мы уже ведем борьбу с ИГИЛ вместе с 60 иностранными партнерами по коалиции. И режим Асада не может быть партнером в этой борьбе.

Уильям Стивенс также высказал мнение о нежелательности военно-технической помощи России сирийскому правительству:

Недопустимо оказывать какую-либо поддержку режиму Асада. Ведь это позволяет ему избегать поиска конструктивного диалога с целью окончания конфликта. … Вместо того чтобы помогать сирийскому народу объединиться против экстремизма и ИГИЛ, Россия продолжает поддерживать режим, чьи продолжающиеся злодеяния лишь питают рост экстремизма.

3 октября 2016 года США заявили о приостановке переговоров с Россией по мирному урегулированию в Сирии поскольку, по мнению американской стороны, «Москва не способна придерживаться достигнутых договорённостей». 7 октября после атаки войск Асада на гражданский объект и гибели 20 мирных жителей госсекретарь США Джон Керри заявил что Дамаск и Москва «напрашиваются на расследование военных преступлений». С аналогичным заявлением выступил министр иностранных дел Франции Жан-Марк Эро.
По мнению вице-премьер-министра Турции Нумана Куртулмуша, «США и Россия дошли до точки открытого противостояния в Сирии».

Любой войне, которая ведется руками третьих сил, приходит конец. В Сирии этот лимит уже исчерпан. США и Россия уже дошли до открытого противостояния. Это значит, что мы находимся на пороге региональной или мировой войны.

8 января 2017 года министр обороны США Эштон Картер в интервью телеканалу NBC News заявил, что «Россия ничего не сделала в борьбе с ИГИЛ, фактически ноль».
Они не сделали ничего в борьбе против ИГИЛ. Фактически ноль, хотя пришли туда, говоря, что будут бороться с ИГИЛ и помогать урегулировать гражданскую войну в Сирии. Они не сделали ничего из этого.
4 апреля 2017 года в городе Хан-Шейхун было отмечено массовое поражение мирного населения химическими отравляющими веществами. В результате погибло не менее 89 человек, и ранения получили не менее 557 человек.
По мнению американской стороны, данный инцидент был преднамеренной химической атакой со стороны сирийских правительственных сил. В качестве ответной меры президент США Дональд Трамп отдал приказ о ракетной атаке базы ВВС Сирии Эш-Шайрат, что вызвало резкую негативную реакцию России.
15 мая 2017 года администрация США обвинила режим Асада в массовых убийствах тысяч заключённых в военной тюрьме Сайеднайя и сожжении тел в крематории в пригороде Дамаска с целью сокрытия следов преступлений. По данным американской стороны, в тюрьме вешают около 50 задержанных в день, а многие из тел затем сжигаются в тюремном крематории.
8 июня 2017 года войсками США был сбит ударный БПЛА, принадлежащий сирийской армии, который, по утверждению американской стороны, вёл огонь по силам возглавляемой США коалиции.
18 июня 2017 года возле города Ракка самолётом-истребителем ВВС США F/A-18E был сбит самолёт ВВС Сирии Су-22, ведущий бомбардировку отрядов Демократических сил Сирии. В ответ на это Министерство обороны России объявило о прекращении взаимодействия с США по предотвращению инцидентов в воздухе и заявило что отныне будет рассматривать самолёты и беспилотники коалиции как возможные цели.
По мнению британского издания The Guardian, борьба между Вашингтоном и Москвой за влияние в Сирии увеличивает опасность прямой военной конфронтации между Россией и США.
В ноябре 2017 года США и Россия внесли на рассмотрение в Совбез ООН две взаимоисключающие резолюции.
7 февраля 2018 года состоялось крупное прямое вооружённое столкновение сил международной коалиции, возглавляемой США и «Сирийских демократических сил» с сирийскими проправительственными силами, в числе которых были и российские неофициальные вооружённые формирования из ЧВК «Вагнер». Итогом боя были крупные потери правительственных сил Сирии и российских формирований.
27 февраля 2018 года глава Центрального командования ВС США Джозеф Вотел опубликовал доклад, в котором подверг резкой критике действия России в Сирии, в частности, назвал Россию «стратегическим противником США на Ближнем Востоке и в Центральной Азии».
19 апреля 2018 года Дональд Трамп сообщил о «жёсткой схватке несколько недель назад» российских и американских сил в Сирии, в которой «погибло много людей».

### Противоречия России и Турции
Утром 24 ноября 2015 года вблизи сирийско-турецкой границы был сбит российский бомбардировщик Су-24. Президент РФ Владимир Путин назвал случившееся «ударом в спину от пособников террористов». Турецкий лидер Эрдоган отверг обвинения в содействии боевикам, высказав мысль о необходимости защиты собственных границ. Позднее появилась информация о том, что турецкие вооружённые силы прекращают борьбу с ИГ, однако официальная Анкара опровергла эти данные.
19 декабря 2016 года в Анкаре был убит чрезвычайный и полномочный посол России в Турции Андрей Карлов.

### Вмешательство Великобритании
3 декабря 2015 года ВВС Великобритании нанесли первые авиаудары по позициям боевиков Исламского государства на территории Сирии. До этого момента ВВС Великобритании проводили операцию только на территории Ирака.
22 мая 2017 года террорист-одиночка пронёс бомбу на крытый стадион «Манчестер-Арена» и совершил самоподрыв. В результате 22 человека погибли на месте, 120 получили ранения. Премьер-министр Великобритании Тереза Мэй провела экстренное заседание чрезвычайного правительственного комитета COBRA, повысив уровень террористической угрозы в стране с существенного до критического. Полицейские обязанности были временно возложены на британских военных. Однако несмотря на усиленные меры безопасности новая вылазка боевиков ИГ состоялась уже 3 июня в самом центре Лондона.

### Вмешательство других стран
В феврале 2016 года Саудовская Аравия и Турция объявили о совместной готовящейся военной операции против Исламского государства. Для этого предположительно будет подготовлен воинский контингент количеством 150 тысяч военнослужащих. 6 февраля о своей готовности присоединиться к коалиции заявили власти Бахрейна и ОАЭ. 11 февраля саудовское военное руководство назвало решение о военной операции «окончательным и бесповоротным».
24 августа 2016 года турецкие танки в сопровождении инженерно-сапёрных подразделений пересекли турецко-сирийскую границу в районе города Джераблус и начали активное наступление на позиции боевиков Исламского государства. Операция получила название «Щит Евфрата».

### Конфликт в Сирийском Курдистане
14 января 2018 года представители международной коалиции во главе с США объявили о том, что приступили к созданию «сил безопасности» численностью до 30 тысяч человек на базе созданного и вооружённого США курдско-арабского альянса — Сирийских демократических сил (SDF) для контроля пограничных территорий Сирии в долине реки Евфрат на границе с Турцией.
Турецкие власти, считающие сирийское курдское ополчение террористической организацией, связанной с Рабочей партией Курдистана, в ответ заявили о намерении форсировать подготовку к силовой акции против сирийских курдских формирований, которые к началу 2018 года контролировали 700 из 900 км сирийско-турецкой границы. Первые дни наступления продемонстрировали, что турецкое военное командование не стремится форсировать события, сосредоточившись вместо крупного сражения на локальных спецоперациях. Костяк атакующих подразделений составляют отряды протурецкой «Сирийской свободной армии», которых поддерживают турецкая авиация и бронетанковые силы, что, по замыслу командования, должно позволить избежать потерь среди турецких военнослужащих. Что касается самой ССА, то за участие в операции её руководство рассчитывает получить контроль над населённым в основном арабами городом Телль-Рифъат и прилегающими территориями, захваченными курдскими формированиями в феврале 2016 года.
Начало военной операции Турции и позиция Москвы в этой связи повлияли на отношение курдов к России как посреднику в мирных переговорах. Курды обвинили Москву в сговоре с Анкарой в вопросах урегулирования межнационального конфликта и прекратили всяческие контакты с российскими представителями.
Одновременно с этим роль американских дипломатов в регионе существенно увеличилась. Любопытно, что американское посольство в Дамаске не работает уже более пяти лет, и открывать его заново, несмотря на практическое отсутствие проблем с безопасностью, никто не собирается: США ещё в начале конфликта заявили о нелегитимности «партии власти» во главе с Башаром Асадом.
В конце декабря 2018 года после отказа американцев от дальнейшего присутствия в Сирии был осуществлён переход города Манбидж и его окрестностей под контроль сирийских властей. Над городской управой был поднят сирийский флаг, а военнослужащие сирийской армии начали совместное патрулирование района вместе с курдскими бойцами из «Сирийских демократических сил».
16 января 2019 года в Манбидже в одном из ресторанов прогремел взрыв, который, предположительно, устроил террорист-смертник. По словам президента Турции Тайипа Эрдогана, погибли 20 человек, в том числе пять военных из США.

### Гибель лидера ИГ
Вечером 26 октября 2019 года бойцы американского спецотряда «Дельта» получили информацию о точном местонахождении халифа аль-Багдади на территории сирийской провинции Идлиб. Несколько вертолётов американского спецназа окружили лагерь террористов. Бой продолжался почти два часа. Не желая сдаваться в плен, аль-Багдади решил бежать по подземному туннелю. Преследуемый служебной овчаркой, он взорвал в туннеле пояс смертника. Вместе с ним погибло несколько его детей. Пёс по кличке Конан был ранен, но выжил. После окончания миссии его доставили в Вашингтон, где представили президенту Трампу.
Тело самого аль-Багдади было захоронено в Средиземном море 27 октября.

## Военная помощь Ливии

### Вмешательство Египта
После того, как боевики ИГ похитили и обезглавили в Ливии 21 египетского христианина-копта, ВВС Египта 16 февраля 2015 года нанесли ракетно-бомбовый удар по базе террористов в провинции Дерна. В результате этой атаки 64 боевика ИГ было убито. В акции возмездия приняли участие и самолёты ВВС Ливии.
26 мая 2017 года боевики ИГ атаковали христиан-коптов на египетской территории. По официальным данным погибло 28 человек, ещё 22 человека получили ранения. В ответ на организованное террористами нападение, ВВС Египта уже на следующее утро нанесли шесть авиаударов по позициям боевиков в восточной части Ливии.

### Вмешательство Франции
С середины января 2016 года французский спецназ действует на востоке Ливии против отрядов Исламского государства, помогая подразделениям новой Ливийской национальной армии (главный штаб — Тобрук).

### Вмешательство США
1 августа 2016 года авиация США по просьбе ливийского правительства начала наносить ракетно-бомбовые удары по позициям боевиков Исламского государства в районе Сирт. 7 апреля 2019 года из-за нового витка гражданского кризиса в Ливии Соединённые Штаты решили временно вывести из страны всех своих военных.

### Вмешательство Турции
2 января 2020 года парламент Турции проголосовал за военное сотрудничество с Правительством Национального Согласия в Триполи.

### Противоречия Франции и Турции
Конфликт между Турцией и Францией начался 10 июня 2020 года, когда в Средиземном море недалеко от Триполи произошёл инцидент с участием военных кораблей двух стран. Турецкий фрегат при помощи радара засёк французский корабль, когда тот пытался приблизиться к транспортному судну Cirkin с грузом оружия на борту. Вооружения предназначались силам ПНС Ливии. Париж сообщил, что фрегат Анкары преследовал их корабль, имитируя атаку и замаскировав свой идентификационный номер. Турецкие военные в свою очередь упрекнули французских дипломатов за тайный союз с фельдмаршалом Халифой Хафтаром, который с января 2017 года продолжает вести гражданскую войну в разрушенной стране.

## Военная помощь Нигерии

### Вмешательство Франции
В феврале 2015 года в ответ на рост агрессии со стороны исламистов «Боко Харам», присоединившихся к сторонникам ИГ, Франция объединила ряд африканских государств (Камерун, Чад, Нигер, Бенин) для борьбы с террористами на северо-востоке Нигерии. К марту 2015 года было освобождено около 30 поселений, ранее захваченных экстремистами.

### Вмешательство США
В январе 2019 года боевики, связанные с Исламским государством, захватили город Ранн (штат Борно) на самой границе с Камеруном. Американский контингент атаковал исламистов с баз на севере Камеруна и разбил их передовые отряды.

## Военная помощь Афганистану
Лидер Исламского государства в Афганистане и Пакистане Хафиз Саид Хан был убит 26 июля 2016 года в результате удара беспилотника Военно-воздушных сил США. Спецоперация была проведена в округе Кот афганской провинции Нангархар.
5 мая 2019 года во время операции спецслужб коалиции был убит один из лидеров боевиков Исламского государства по имени Муфти Узбек. Он отвечал за финансовую поддержку ИГ в Центральной Азии. Как сообщает МВД Афганистана, вместе с ним в ходе спецоперации были убиты не менее трёх других боевиков.
В полдень 27 января 2020 года американский самолёт-разведчик Bombardier E-11A упал в провинции Газни в центральной части Афганистана. Представители радикального движения «Талибан» сразу же заявили, что самолёт, принадлежавший ВВС США, сбили именно они. Агентство Reuters со ссылкой на анонимные источники в администрации США уточнило, что на борту самолёта-разведчика находилось не менее пяти человек.
Летом 2020 года западные СМИ предали огласке факт российского участия в войне против сил коалиции. Неназванная российская спецслужба якобы предлагала боевикам «Талибана» денежное вознаграждение за убийства американских и британских военных в Афганистане. Такие выводы американская разведка сделала после допросов пленённых террористов. В 2019 году в Афганистане погибли 20 американских военных. Кто из них, по мнению американской стороны, был убит ради вознаграждения, неизвестно. Как утверждает газета The New York Times, Белый дом уже несколько месяцев рассматривает варианты официального «ответа» Москве. При этом источники не пояснили, почему власти США до сих пор медлят с реакцией на приписываемые России действия.
Пресс-секретарь президента России Дмитрий Песков сообщил, что Кремлю неизвестно об обвинениях со стороны США.
26 августа 2021 года боевик ИГ Абдул-Рахман Логари в ходе финальной фазы успешного наступления талибов на Кабул совершил подрыв взрывного устройства. Погибло 13 американских военных, ещё 18 пострадали; также в результате второго взрыва оставленного на парковке шахидмобиля и последовавшей затем беспорядочной стрельбы было убито около 200 жителей Афганистана, находившихся поблизости от аэродрома.
Днём 3 октября, недалеко от кабульской мечети Идгах прогремел взрыв. Ответственность взяли на себя сторонники группировки «Хорасан». Сообщалось о 12 погибших и 32 пострадавших мирных жителях. Вечером после теракта в ходе спецоперации на севере столицы Афганистана трое боевиков ИГ привели в действие пояса смертников, чтобы не оказаться в руках полицейских сил талибов.
8 октября 2021 года состоялся очередной теракт: в шиитской мечети города Кундуз во время пятничной молитвы боевик ИГ взорвал себя и ещё 150 человек. Руководитель службы безопасности Талибана в Кундузе поспешно заявил афганским СМИ, что они обязуются обеспечить безопасность мусульман-шиитов и что подобное нападение «больше не повторится».
15 октября 2021 года двое сторонников ИГ взорвали шиитскую мечеть Биби Фатима в Кандагаре. Погибло около 63 человек.
В пятницу 4 марта 2022 года самоубийца привёл в действие пояс шахида среди молящихся в шиитской мечети пакистанского города Пешавар.
24 апреля 2022 года в шиитской мечети города Мазари-Шариф террористы ИГ взорвали бомбу. 31 человек погиб на месте, более 80 получили серьёзные ранения.
1 января 2023 года на блокпосту возле военного аэродрома в Кабуле, расположенного примерно в 200 метрах от гражданского международного аэропорта столицы Афганистана произошёл очередной теракт. Телеканал Аль-Джазира со ссылкой на источники в правительстве талибов сообщает о 14 убитых (среди которых офицеры ВВС) и 18 раненых. Ответственность за взрыв сразу возложили на местных активистов ИГ.

## Координационный центр по борьбе с ИГ
С сентября 2015 года в Багдаде действует единый координационный центр для планирования боевых операций против ИГ. В его работе участвуют офицеры из Ирака, России, Сирии, Ирана. Американцы и их союзники пока не решились открыто сотрудничать в рамках этого проекта.

## Включение в войну НАТО
25 мая 2017 года на саммите НАТО в Брюсселе было принято решение о присоединении сил альянса к коалиции против ИГ. Впрочем, это не означает прямого военного участия подразделений НАТО непосредственно в боевых действиях на территориях подконтрольных ИГ. Западные инструкторы должны будут сосредоточиться на подготовке курдских, иракских и афганских специалистов по борьбе с терроризмом. В то же время генсек НАТО Йенс Столтенберг рассчитывает, что альянс примет и практическое участие в поддержке боевых операций союзных армий.
Среди практических мер, которые могут быть предприняты в рамках участия в коалиции, он назвал использование разведывательной авиации (самолётов типа AWACS), дозаправку бомбардировщиков в воздухе самолётами-заправщиками НАТО, а также работу нового антитеррористического разведывательного подразделения, которое создано при штаб-квартире НАТО в Брюсселе.

## Разгром ИГ в Ираке
- 152-мм гаубица Д-20 иракских СВ действует против ИГ в ходе операции «Облава» (Roundup). 15 июня 2018
- Американские солдаты из 82-й вдд в боях за Мосул

21 июня 2017 года авиаударом ВВС коалиции была уничтожена мечеть ан-Нури вместе с минаретом XII-го века. Именно в этой мечети летом 2014 года лидер Исламского государства Абу Бакр аль-Багдади провозгласил создание «халифата».
Премьер-министр Ирака Хайдер аль-Абади назвал взрыв мечети «официальным признанием поражения» ИГ.
10 июля 2017 года Мосул был освобождён от ИГ.
17 ноября 2017 года был освобождён город Рава, последний оплот ИГ в Ираке.
9 декабря 2017 года Ирак объявил об окончании войны с Исламским государством. ИГ перешло к партизанской войне.

## Разгром ИГ в Сирии
14 октября 2017 года от ИГ освобождён город Меядин, считавшийся «столицей» ИГ с 16 июня.
17 октября 2017 года Ракка была освобождена от боевиков ИГ.
19 ноября 2017 года от ИГ был освобождён город Абу-Кемаль, последний крупный оплот ИГ в Сирии.
6 декабря 2017 года Россия заявила о разгроме ИГ в Сирии.
20 декабря 2018 года президент США Дональд Трамп объявил о завершении американского военного присутствия на территории Сирии, дав обещание вывести подразделения ВС США в срок от 60 до 100 дней.
23 марта 2019 года Сирийские демократические силы объявили о взятии Багуза — последнего города под контролем ИГ.

## Европол в противодействии наследникам ИГ
C 21 по 24 ноября 2019 года правоохранительные структуры Европейского Союза провели операцию в киберпространстве против террористической организации Исламское государство с целью пресечения экстремистской пропаганды в социальных сетях. Европол сотрудничал с девятью крупнейшими интернет-платформами (Google, Twitter, Instagram, Telegram и др.) для противодействия активистам Исламского государства. Сотрудники полиции 11 стран ЕС обезвредили около 26 тысяч учётных записей и сайтов, управляемых информационным подразделением ИГ. По сообщениям агентства Reuters основной удар был нанесён по информационным ресурсам корпорации Amaq.

## Борьба с терроризмом в Йемене
Военные операции, проводимые правительством Йемена при поддержке США против «Аль-Каиды» и их союзников, находящихся на территории Йемена (например, Исламский эмират Абьян) продолжаются в стране с 2001 года, но конфликт обострился 14 января 2010 года, когда президент Али Абдалла Салех открыто объявил войну «Аль-Каиде». 3 июня 2011 года в результате обстрела мечети на территории президентской резиденции в Сане были ранены сам Президент Йемена, а также сопровождавшие его премьер-министр и спикер парламента, при этом погибли семеро охранников. По сообщению американских СМИ, Салех серьёзно пострадал при взрыве: 40 % кожи затронуто ожогами, также у него обнаружили внутричерепное кровоизлияние. На следующий день президент прибыл на лечение в Саудовскую Аравию, где оставался более трёх месяцев. 23 ноября в Эр-Рияде, в присутствии короля Саудовской Аравии, Али Абдалла Салех подписал разработанный Советом сотрудничества арабских государств Персидского залива (ССАГПЗ) договор по передаче власти в стране, оставаясь в течение трёх месяцев почётным президентом.
На прошедших в феврале 2012 года выборах Президентом Йемена был избран бывший вице-президент Хади. Однако в ходе очередного Йеменского кризиса его власть также была оспорена силами вооружённой оппозиции. Хади вынужденно отступил сначала в южный город Аден, а затем в Саудовскую Аравию. Весь север страны и старая столица Сана оказались в руках хуситов. Однако 26 февраля 2015 года по просьбе беглого президента Хади в Йемен началось военное вторжение ряда арабских государств под общим руководством саудовских генералов, которые тем самым решили воспротивиться растущему влиянию шиитского Ирана на партию йеменских хуситов.
Затянувшийся конфликт, в котором ни одна из сторон не могла одержать победы, заставил бывшего президента Салеха вмешаться. Его сторонники решили заключить мир с саудитами 29 ноября 2017 года. Впрочем уже 4 декабря 2017 года автомобиль Салеха был подорван из гранатомёта на окраинах Саны. После безуспешной попытки ареста он был убит выстрелом в голову боевиками хуситского движения «Ансар Аллах». Тело экс-президента пронесли по улицам на одеяле. Также в этот день был убит генеральный секретарь некогда правящей партии ВНК Ариф Аль-Зука.
Таким образом, кроме «Аль-Каиды», Йеменская Республика на сегодняшний день также борется с шиитами на севере (хуситская группировка «Ансар Аллах», признанная террористической в Саудовской Аравии) и сепаратистами на юге (так называемое «Южное движение» и арабский султанат Фадли).

## Исламское государство в Сомали
С ноября 2017 года Соединённые Штаты Америки стали наносить авиаудары по террористам в Сомали. Несколько боевиков ИГ были убиты после атаки беспилотника.
31 мая 2024 года Африканское командование Вооружённых сил США нанесло авиаудар по резиденции крупного военного лидера ИГ в Сомали Абдулкадира Мумина.

## Исламистский мятеж в Мозамбике
5 октября 2017 года в северной провинции Кабу-Делгаду, граничащей с мусульманскими регионами Танзании, произошли первые столкновения между полицейскими и исламистами. 17 жителей городка Мосимбоа-да-Прая погибли.
В ответ на закрытие мечетей, якобы связанных с Исламским фундаментализмом, начались поджоги церквей.
К лету 2018 года более сотни боевиков ИГ проникли на территории Мозамбика, растворившись среди местного мусульманского населения.
4 июня 2019 года боевики заявили о создании нового вилаята «Центральная Африка», организовав крупное нападение на мозамбикских военных.
24 марта 2020 года боевики ИГ захватили мозамбикский город Мосимбоа-да-Прая. Первыми целями террористов стали воинская часть и полицейские участки. Над захваченными объектами были подняты флаги ИГ. Несколько групп боевиков прибыли на лодках и высадились на городской пляж, сразу же атаковав порт. Другие боевики прибыли на внедорожниках, полностью окружив город. Власти сообщили о большом количестве убитых и раненых в первые часы нападения террористов. После этого военные Мозамбика блокировали дороги возле города и начали боевую операцию с целью разгромить боевиков.
24 марта 2021 года более сотни боевиков ИГ напали на городок Пальма, убивая местных полицейских и грабя банки. Присланный на помощь вертолёт Мозамбикских вооружённых сил был сбит. Правительство США решило направить в зону конфликта отряд спецназа.
Утром 10 мая 2024 года боевики ИГ заняли город Макомия в центре одноимённого района.